# CLEVER SLEAZOID
「CLEVER SLEAZOID」（クレヴァー・スリーゾイド）は、日本のバンド、Dir en greyの楽曲。メジャー18枚目のシングルである。2005年9月21日に発売。発売元はFIREWALL DIV.。

## 概要
5thアルバム『Withering to death.』からおよそ6ヶ月ぶりとなるシングル。2006年公開の日本映画『DEATH TRANCE』エンディングテーマに起用された。5thアルバムから本作リリースまでの間に全国ツアーを開始し、ドイツ・ベルリンを始めとした初の欧州公演や、ロックフェスティバル「Rock am Ring」「Rock im Park」へ参加した。
レコーディング前にはメンバー全員でスタジオへ入り、メンバー個々のグルーヴを掴むため何度もリハーサルを繰り返した。シングル制作の合間に開催したドイツ公演では、ドラムの音のみを聴き、独りよがりなノリに没頭していたとギターテックに指摘され、弦楽器隊やボーカルも含めた全体の音を聴くように意識を変えていったとDieは語っている。
「新しい感覚で」をコンセプトとした作品であり、ジャケットのデザイナーやミュージック・ビデオの監督などは、これまで関わっていない新たな人間を起用している。また、PV撮影には生きたマダガスカルゴキブリ200匹を用意し、それらをステージ上に這わせながら演奏を行った。Shinyaはそのゴキブリを叩き潰しながら演奏するよう監督から指示があったが無理だったと語っており、虫嫌いであるDieはPV撮影が大変だったとしている。
カップリングには、2005年4月29日・30日に行われた新木場スタジオコーストでのライヴ音源を3曲収録。映像は、ファンクラブ限定DVD『It withers and withers -Bootlegged-』にて視聴できる。
当時のライブにおける京は、感情のみをより全面に押し出し、メロディアスな要素を排したバランスを無視するかのようなパフォーマンスへと変化していった時期である。彼自身は”痛み”の感情に相当追い詰められていたようで、夜中に突然飛び起きパソコンを叩き壊したり、そのまま浴槽で2、3時間とどまるなど、精神的にかなり危険な状態だったという（自身も自覚していた）。

## 収録曲
- 全作詞:京　作曲・編曲:Dir en grey

1. CLEVER SLEAZOID
フレーズごとに、さまざまな歌唱法が用いられている。一箇所をのぞきほぼ英語詞のため、インタビュアーでは「海外を意識したのか？」など邪推されることもあった。しかし、プリプロの段階からAメロには英語がはまりやすかったため、あくまでも素直な形で楽曲に応えただけと京は語っている[7]。仮に全ての感情を日本語で綴るにはさらに凝った表現が必要となり、英語ならではの分かりやすくストレートな表現になったという。終盤に一箇所登場する日本語詞は、英語詞とのコントラストに一役買っている。英語詞や発音などにとらわれること自体が、自分が求めている部分ではないため、指摘されることはたまらなくくだらないとも語っている[3]。
2. C [LIVE]
3. GARBAGE [LIVE]
4. dead tree [LIVE]

## 収録アルバム
- 『THE MARROW OF A BONE』 (#13)
再録バージョン。
- 『DECADE 2003-2007』 (#13)
『THE MARROW OF A BONE』に収録されたバージョン。また、直前の楽曲『THE DEEPER VILENESS』のアウトロから繋がるイントロ部分はカットされている。
- 『VESTIGE OF SCRATCHES Disc 2』 (#13)
シングルバージョン。
- 『落ちた事のある空』(#2)
13年ぶりの再録。テンポが若干上がっており、英語詞のほとんどが日本語詞となった。7弦ギターを採用し、よりユニゾンを意識したギターフレーズとなり、アウトロでは再び疾走するなど大幅なリアレンジが施された。